# Шевченко, Марфа Яковлевна
Марфа Яковлевна Шевченко (25 мая 1920 — 16 января 1997) — передовик советского сельского хозяйства, звеньевая колхоза «Коммунист» Коломакского района Харьковской области, Герой Социалистического Труда (1948).

## Биография
Родилась в 1920 году в селе Сидоренково, ныне Валковского района Харьковской области в семье украинского крестьянина.
Получив начальное образование в сельской школе, начала работать в местном колхозе "Завет Ильича". В Великую Отечественную войну находилась на оккупированной территории. В 1943 году, после освобождения, стала работать в колхозе "Коммунист". Позже стала возглавлять полеводческое звено по выращиванию зерновых. В 1947 году её звено получило урожай зерна 30,2 центнера с гектара на площади 14 гектаров. 
Указом Президиума Верховного Совета СССР от 16 февраля 1948 года за получение высоких показателей в сельском хозяйстве и рекордные урожаи зерновых Марфе Яковлевне Шевченко было присвоено звание Героя Социалистического Труда с вручением ордена Ленина и медали «Серп и Молот». 
Проживала в родном селе Сидоренково. Умерла 16 января 1997 года, похоронена на сельском кладбище.

## Награды
За трудовые успехи была удостоена:
- золотая звезда «Серп и Молот» (16.02.1948)
- орден Ленина (16.02.1948)
- другие медали.